# Ivy Compton-Burnett
Ivy Compton-Burnett   (Pinner, 5 de juny de 1884 - Londres, 27 d'agost de 1969) va ser una novel·lista anglesa. El 1955 va guanyar el Premi Memorial James Tait Black per la seva obra Mother and Son. Les seves obres es componen bàsicament de diàlegs i se centren en la vida familiar de la classe mitjana-alta del finals de l'època victoriana amb gran agudesa i mordacitat. Manservant and Maidservant (1947) és probablment una de les seves obres més importants. Va escriure també Brothers and Sisters (1929), Men and Wives (1931), The Present and the Past (1953), The Mighty and their Fall (1961).